# イルィーナ・ビールィク
イルィーナ・ムィコラーイウナ・ビールィク（ウクライナ語: Іри́на Микола́ївна Бі́лик、英語: Iryna Bilyk、1970年4月6日 - ）は、ウクライナ出身のシンガーソングライター。10歳で作詞をし、1995年にはアメリカ合衆国大統領ビル・クリントンの前でパフォーマンスを行った。これまでにロシア語、ポーランド語を含め12のアルバム、多くのビデオクリップを作成し、音楽界で精力的に活動している。
2007年10月27日にテレビ番組「Dances with the Stars-2」でのダンスパートナーと結婚。結婚式はリオデジャネイロで行った。

## ディスコグラフィー

### アルバム
- Kuvala zozulia (1990年)
- Ya rozkazhu (1994年)
- Nova (1995年)
- Tak prosto (1996年)
- Farby (1997年)
- OMA (2000年)
- Biłyk (2002年)
- Kraina (2003年)
- Lyubov. Yad (2004年)
- Na bis (2008年)
- Rassvet (2014年)
- Bez grima (2017年)

### シングル
- "Tak prosto" (1996年)
- "Vybachai" (1999年)
- "Krainia" (2001年)
- "Anioł?" (2002年)
- "Droga" (2002年)
- "Movchaty"(feat. Skryabin, 2003年)
- "Listya" (2017年)
- "Ne pytai" (2018年)
- "Ne khovai ochey" (2018年)
- "Ne strymui pohliad" (2020年)
- "Kordony" (2022年)
- "Malo" (2023年)
- "Snih" (2023年)[4]

### ベストアルバム・その他
- Krasche: 1988-1998 (1998年)
- Navsegda (2006年)
- Dopomohty tak lehko (2006年)
- 50 (2020年)[5]